# Tetraria mlanjensis
Tetraria mlanjensis är en halvgräsart som beskrevs av Jean Raynal. Tetraria mlanjensis ingår i släktet Tetraria och familjen halvgräs. Inga underarter finns listade i Catalogue of Life.